# Raiografia

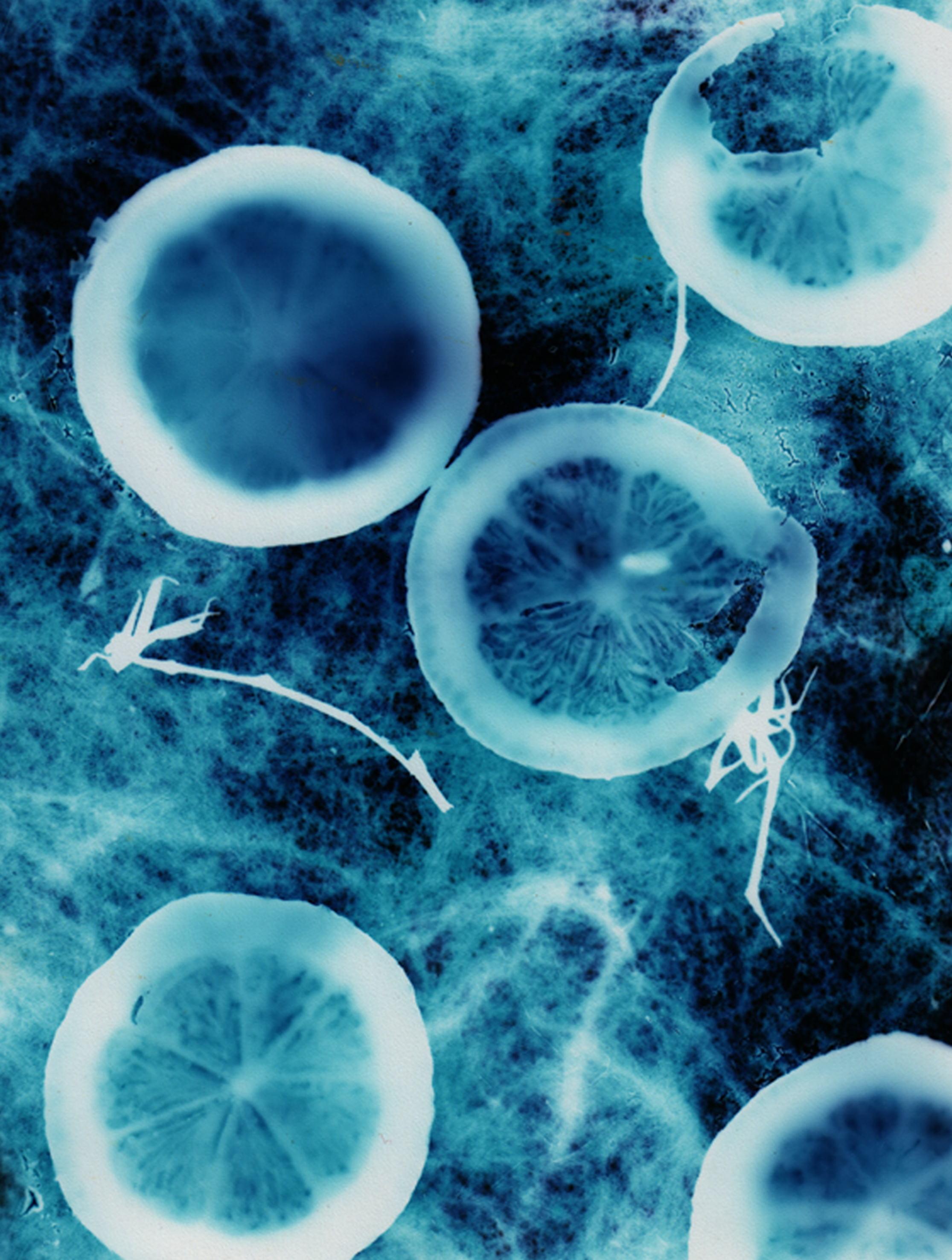
Fotograma produzido com limões colocados sobre papel fotográfico

Fotograma ou Raiografia, é uma técnica fotográfica desenvolvida por Man Ray. 
Na raiografia, são produzidos fotogramas, que são imagens obtidas através do posicionamento de objetos diretamente sobre do papel fotográfico, produzindo um registro direto e único da forma deste objeto, assim como de sua própria sombra.